# Bagnan
Bagnan é uma vila no distrito de Haora, no estado indiano de Bengala Ocidental.

## Geografia
Bagnan está localizada a 22° 28′ N, 87° 58′ L. Tem uma altitude média de 6 metros (19 pés).

## Demografia
Segundo o censo de 2001, Bagnan tinha uma população de 8779 habitantes. Os indivíduos do sexo masculino constituem 51% da população e os do sexo feminino 49%. Bagnan tem uma taxa de literacia de 68%, superior à média nacional de 59,5%; com 55% para o sexo masculino e 45% para o sexo feminino. 12% da população está abaixo dos 6 anos de idade.